# Herald of Free Enterprise (schip, 1980)
De Herald of Free Enterprise was een Brits roll-on-roll-off autoveer dat op 6 maart 1987, vlak na vertrek naar Dover uit de haven van Zeebrugge, kapseisde. De ramp kostte 193 mensen het leven.
De Herald of Free Enterprise werd in 1980 gebouwd bij Schichau Unterweser AG in Bremerhaven (Duitsland) en had een lengte van 131,91 meter, een breedte van 23,19 meter en een diepgang van 5,72 meter. De maximumsnelheid was 22 knopen (41 km/h). Het schip was eigendom van rederij Townsend Thoresen die in januari 1987 gekocht was door P&O Ferries; de werknaam Townsend Thoresen werd een week na de ramp afgeschaft.

## Oorzaak van de ramp
Om 19.24 uur, 19 minuten na vertrek uit de haven van Zeebrugge, kapseisde het schip op ongeveer 1 kilometer voor de Belgische kust. Er was op dat moment tachtig man personeel aan boord en het schip vervoerde 459 passagiers, 81 personenauto's, 3 bussen en 47 vrachtwagens.
Als oorzaak van de ramp wordt een combinatie van technische en organisatorische fouten gezien. Op technisch vlak heeft het ontwerp van het schip en het ontbreken van waarschuwingssystemen bijgedragen tot de ramp. Op het organisatorische vlak waren dit een gebrekkige communicatie tussen de hogere kaders en de medewerkers aan boord en de haast om op schematijd te varen. De haast bleek uit het openlaten van de boegdeur, het te snel varen en het niet leeg zijn van de ballasttanks. Tot slot werd alcoholgebruik tijdens actieve dienst door officieren als een mede-oorzaak aangemerkt.
De deuren werden soms open gelaten bij het wegvaren en pas later gesloten, dat had als reden dat dan de autodekken konden schoonwaaien omdat de uitlaatgassen tijdens het laden niet voldoende werden afgevoerd door de gebrekkig werkende ventilatiesystemen.
Het roll-on-roll-offscheepstype lag daarvoor al onder vuur, vanwege de grote autodekken die over de volle lengte en breedte doorliepen om snel te kunnen laden. Zodra een dergelijk schip water maakt, zorgt het vrije vloeistofoppervlak voor een snelle afname van de stabiliteit en een zeer snel kapseizen. Het zou echter tot na de ramp met de Estonia in 1994 duren voordat de IMO de SOLAS aanpaste met onder andere meer eisen aan de lekstabiliteit van roroschepen. Zo worden oudere veerboten vanaf eind jaren 1990 voorzien van drijvers langs de zijkanten van de romp om de stabiliteit te verbeteren.
Ook bij de ramp met de Estonia drong water binnen op het rijdek, in dat geval waarschijnlijk door het afbreken van de boegklep.

## Verloop
De gebrekkige communicatie werd na onderzoek aangewezen als een hoofdreden waarom de boegdeur niet gesloten werd en dit vervolgens niet werd gesignaleerd. (Tijdens het onderzoek bleek dat voor de hogere kaders het actief toezicht houden op de veiligheid aan boord geen onderdeel was van hun takenpakket.) Door de open boegdeur kon er water vrij naar binnen stromen. Dat er daadwerkelijk water naar binnen stroomde, kwam door de hoge boeggolf, die veroorzaakt werd doordat er sneller werd gevaren dan normaal vanwege de vertraging die het schip bij vertrek had. Daar kwam nog bij dat het schip lager in het water lag dan normaal, omdat de ballasttanks die gebruikt werden tijdens het inladen nog niet helemaal leeggepompt waren. Het gebruik van deze tanks op zich was een uitzonderlijke procedure. De Herald of Free Enterprise voer normaal gesproken niet op deze route, en de laadbrug bleek, bij hoog water, niet hoog genoeg om het bovendek van het schip te bereiken. Door zeewater in de tanks te pompen kwam het schip lager in het water te liggen. Er bestonden plannen om de Herald of Free Enterprise technisch aan te passen zodat deze procedure niet meer nodig zou zijn.
Door al deze factoren samen spoelde de boeggolf in het autodek en kapseisde het schip, dat een bruto tonnenmaat had van bijna 8000 ton, in 90 seconden.

## Hulpverlening en slachtoffers
Het rampenplan werd afgekondigd door de toenmalige gouverneur van West-Vlaanderen, Olivier Vanneste, en mede door het snelle en efficiënte handelen van de Belgische hulpdiensten, waaronder duikers van het leger en de Civiele Bescherming, maar ook de goede medische hulpverlening door het Belgische Rode Kruis, is het aantal doden beperkt gebleven tot 193. Ook een aantal garnalenvissers, die als eersten op de plaats van de ramp waren, en het optreden van enkele bemanningsleden maakten de evacuatie snel en doeltreffend waardoor levens gered zijn.
Omdat de telefoonlijnen die ter beschikking van de hulpdiensten stonden snel overbelast raakten, werd voor een noodcommunicatienet een beroep gedaan op radioamateurs van Brugge. Kort na aanvang van de ramp bouwden zij een noodnet op voor de hulpverleners. Een computer deed dienst om passagierslijsten op te stellen. Het programma dat daarvoor nodig was werd ter plaatse geschreven door een van de radioamateurs.
De meeste slachtoffers waren Britten die door uitputting gestorven zijn in het ijskoude zeewater (2 à 3 °C). Drie personen zijn nimmer teruggevonden: een baby en twee Britse militairen.
Voor zijn voorzichtige en moedige optreden ontving Wolfgang Schröder, de Duitse kapitein van het eerste schip dat ter plaatse arriveerde, een bedankbrief van premier Margaret Thatcher en een medaille van de Belgische koning.

## Berging
Het schip is geborgen door het Nederlandse bedrijf Smit-Tak. De berging van het schip, waaraan 95 vakmensen deelnamen en waarvan de kosten op circa 7,5 miljoen euro werden geraamd, begon op dinsdag 7 april, een maand na de ramp. Daarna is het wrak verkocht aan Compania Naviera SA, die het een beetje opgelapt heeft en omgedoopt tot Flushing Range (=Rede van Vlissingen). In 1988 werd het schip gesloopt in Kaohsiung, Taiwan.

## Benefietactie
Onder leiding van Paul McCartney vormde zich na enkele dagen een gelegenheidsformatie van voornamelijk Britse popartiesten dat zichzelf Ferry Aid noemde en de single Let It Be opnam, waarvan de verkoopopbrengsten naar Britse overlevenden en nabestaanden van overledenen gingen. De single kwam uit het niets op nummer één in de Britse hitlijsten terecht en werd ook in de Benelux een hit.
Later wijdde ook de Belgische zanger Milow een nummer aan de ramp, genaamd Herald of Free Enterprise.

## Zusterschepen
De Herald had twee zusterschepen:
- Spirit of Free Enterprise, omgebouwd en omgedoopt tot onder andere Pride of Kent en Anthi Marina; in 2009 opgelegd door financiële problemen bij rederij GA Ferries en in 2012 gesloopt.
- Pride of Free Enterprise, gesloopt als Sherbatskiy.

## Trivia
De Herald of Free Enterprise stond in het Guinness Book of Records, editie 1983, met het record voor de snelste Kanaaloversteek. Op 10 juli 1980 voer het schip in 52 minuten en 53 seconden van Dover naar Calais.